# Девід Мартін (тенісист)
Девід Мартін (англ. David Martin; нар. 22 лютого 1981) — колишній американський тенісист.
Найвищу одиночну позицію світового рейтингу — 459 місце досяг 26 червня, 2006, парну — 38 місце — 12 травня, 2008 року.
Здобув 1 парний титул.
Найвищим досягненням на турнірах Великого шолома було 3 коло в парному розряді.
Завершив кар'єру 2011 року.

## Фінали турнірів ATP за кар'єру

### Парний розряд: 6 (1–5)
| Легенда (парний розряд)       |
| Великий шлем (0)              |
| Tennis Masters Cup (0)        |
| Серія Мастерс ATP (0)         |
| Серія ATP Інтернешнл Ґолд (0) |
| Тур ATP (1–5)                 |

| Результат | Ранг | Дата          | Турнір                  | Покриття   | Партнер      | Суперники                     | Рахунок               |
| --------- | ---- | ------------- | ----------------------- | ---------- | ------------ | ----------------------------- | --------------------- |
| Поразка   | 1.   | липень 2007   | Лос-Анджелес, США       | Тверде     | Скотт Ліпскі | Боб Браян Майк Браян          | 6–7(5–7), 2–6         |
| Перемога  | 1.   | лютий 2008    | Сан-Хосе, США           | Тверде (i) | Скотт Ліпскі | Боб Браян Майк Браян          | 7–6(7–4), 7–5         |
| Поразка   | 2.   | квітень 2008  | Мюнхен, Німеччина       | Ґрунт      | Скотт Ліпскі | Міхаель Беррер Райнер Шуттлер | 5–7, 6–3, [8–10]      |
| Поразка   | 3.   | липень 2008   | Індіанаполіс, США       | Тверде     | Скотт Ліпскі | Ешлі Фішер Тріпп Філліпс      | 6–3, 3–6, [5–10]      |
| Поразка   | 4.   | вересень 2008 | Бангкок, Таїланд        | Тверде (i) | Скотт Ліпскі | Лукаш Длоуги Леандер Паес     | 4–6, 6–7(4–7)         |
| Поразка   | 5.   | січень 2011   | Maharashtra Open, Індія | Тверде     | Робін Гаасе  | Магеш Бгупаті Леандер Паес    | 2–6, 7–6(7–3), [7–10] |